# 청도새마을휴게소

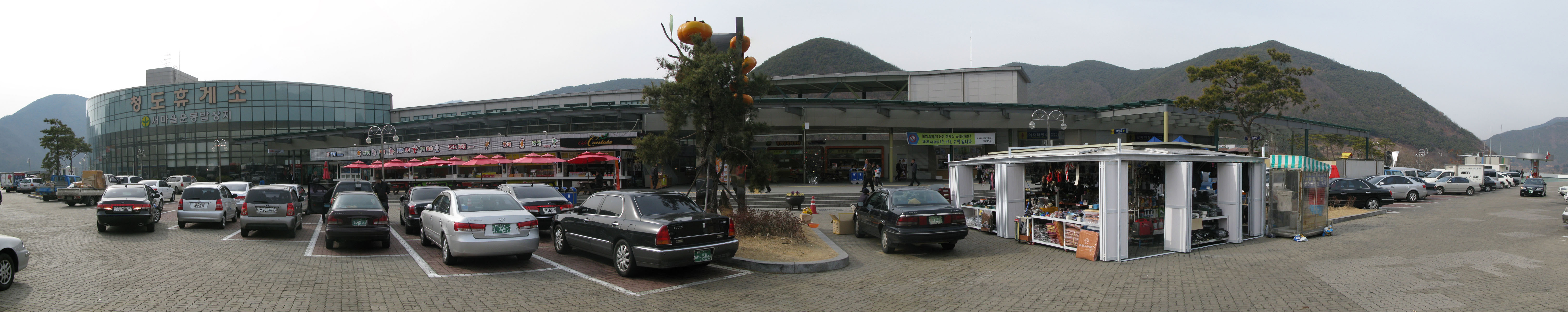
명칭 변경 전의 청도새마을휴게소

청도새마을휴게소(淸道새마을休憩所, Chdongdo Saemaeul Service Area)는 경상북도 청도군 청도읍 거연리에 위치한 중앙고속도로의 춘천방향 첫 고속도로 휴게소이자 부산방향 마지막 고속도로 휴게소이다. 양방향 모두 휴게소가 존재하며, 주소는 부산방향의 경우 경상북도 청도군 청도읍 하지길 59-49이고, 춘천방향의 경우 경상북도 청도군 청도읍 하지길 59-50이다. 2006년 1월 25일 중앙고속도로 대동 분기점 ~ 동대구 분기점 구간이 개통되면서 개장하였으며, 그 당시 명칭은 청도휴게소였으나, 이 휴게소의 소재지인 청도군이 새마을운동의 발상지임을 알리기 위해 2013년 8월 20일에 현재의 청도새마을휴게소로 명칭이 변경되었다. 다만, 지금도 교통정보에는 여전히 청도휴게소로 표시하고 있다.
몇해전까지 CJ푸드빌이 운영했으나 신대구부산 고속도로 직원들의 갑질로 대규모 투자비만 투자하고 연장계약이 안되어서 적자폭이 더 커졌다.
이 휴게소에서 다음 휴게소까지 거리가 상당히 멀다. 다음 휴게소인 동명휴게소까지 거리는 66km로 휴게소 설치 기준인 25km의 2배가 넘는다. 포항으로 가게될 경우 다음 휴게소는 51km를 가야하는 와촌휴게소이고 경부선 상행방향을 갈때는 더 멀어져서 다음 휴게소 칠곡휴게소까지 71km를 가야한다. 경부선 하행방향으로는 평사휴게소까지 51km 떨어져있다.

## 시설
- 브랜드매장 : 푸드오클락, 빈스커피, 투썸플레이스, 탐앤탐스, 뚜레쥬르, 고선생고로케, 명인만두, 에어워크, 커터앤백 (부산방향), 클라이머홀릭 (부산방향), 금호타이어, 로띠번, 고구마명가, JDX (춘천방향), 디지니골프 (춘천방향), CU, 아띠
- 정유소 : SK에너지
- LPG 충전소 : SK에너지
- 경정비소 : 있음 (금호타이어)
- 화물휴게소 : 없음

## 전후
부산 방향
- 밀양 분기점 ← 청도새마을휴게소 ← 청도 나들목
- 고속도로 기점 ← 청도새마을휴게소 ← 동명휴게소

춘천 방향
- 밀양 분기점 → 청도새마을휴게소 → 청도 나들목
- 고속도로 기점 → 청도새마을휴게소 → 동명휴게소